# Sesleria błotna
Sesleria błotna (Sesleria caerulea (L.) Ard.) – gatunek rośliny z rodziny wiechlinowatych (Poaceae). Występuje w Środkowej Europie od Półwyspu Skandynawskiego na północy po Alpy i Półwysep Bałkański na południu. W Polsce jest gatunkiem rzadkim i objętym ochroną. Rośnie w Niecce Nidziańskiej.

## Morfologia

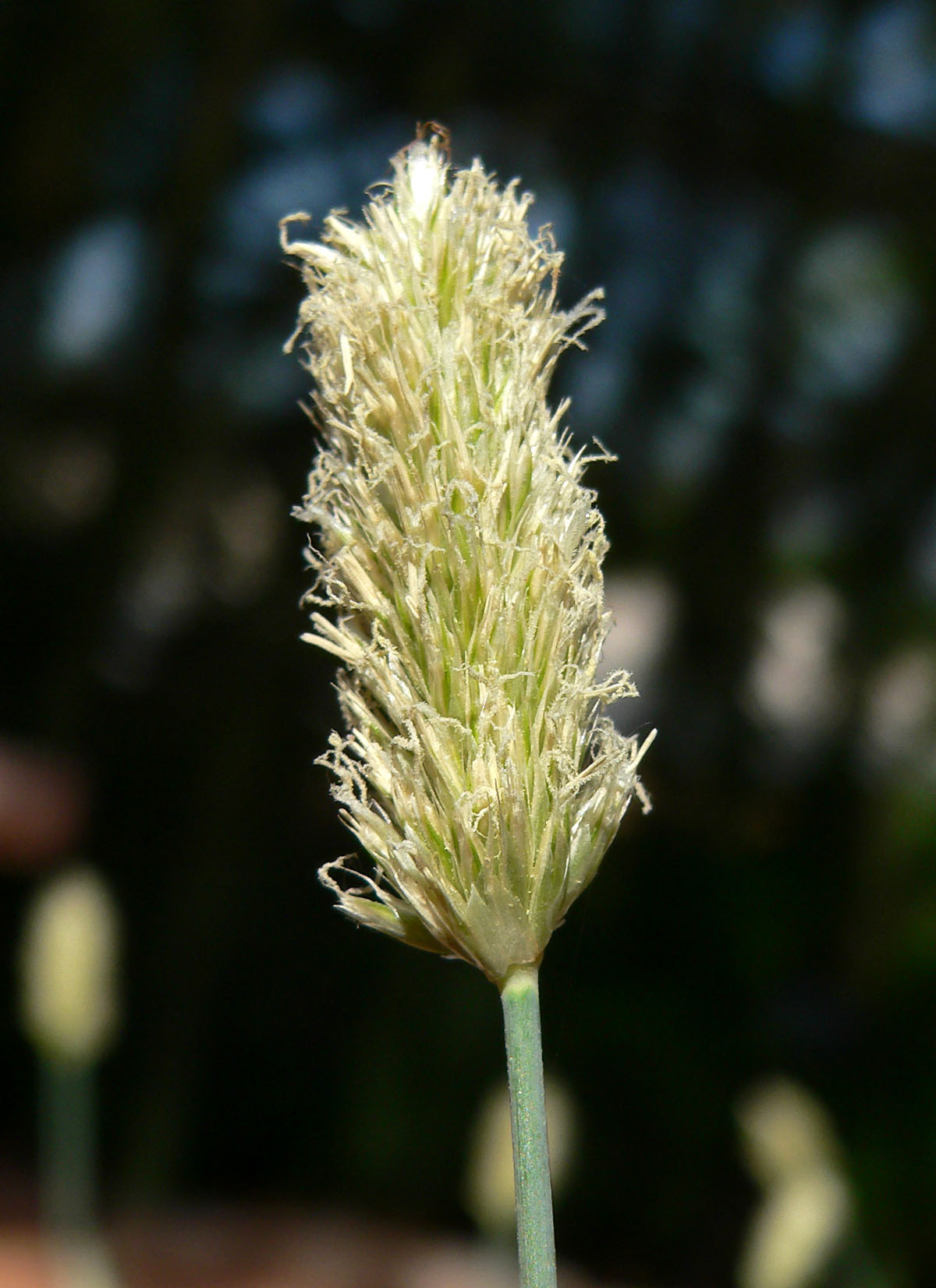
Kwiatostan

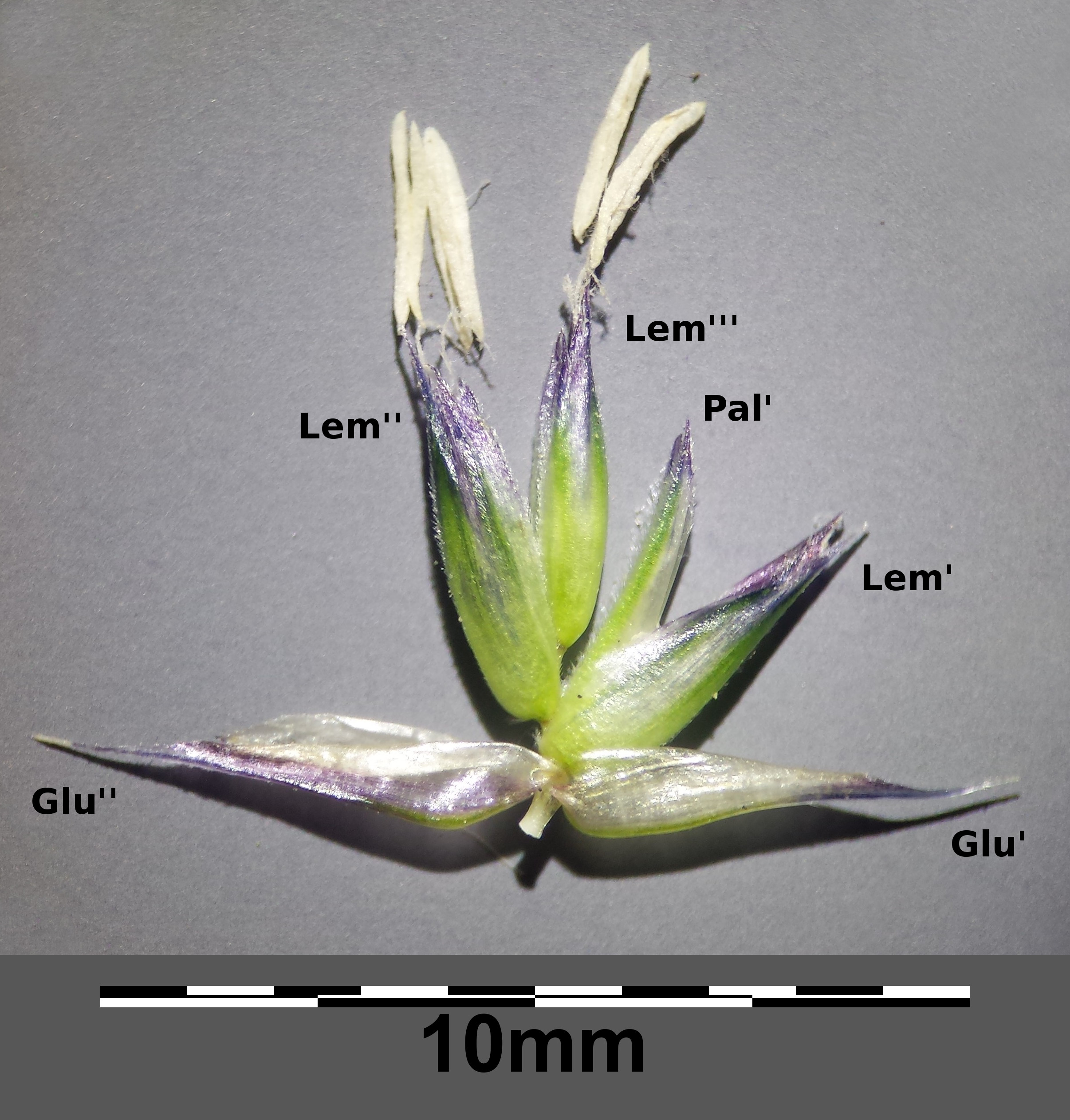
Kłosek

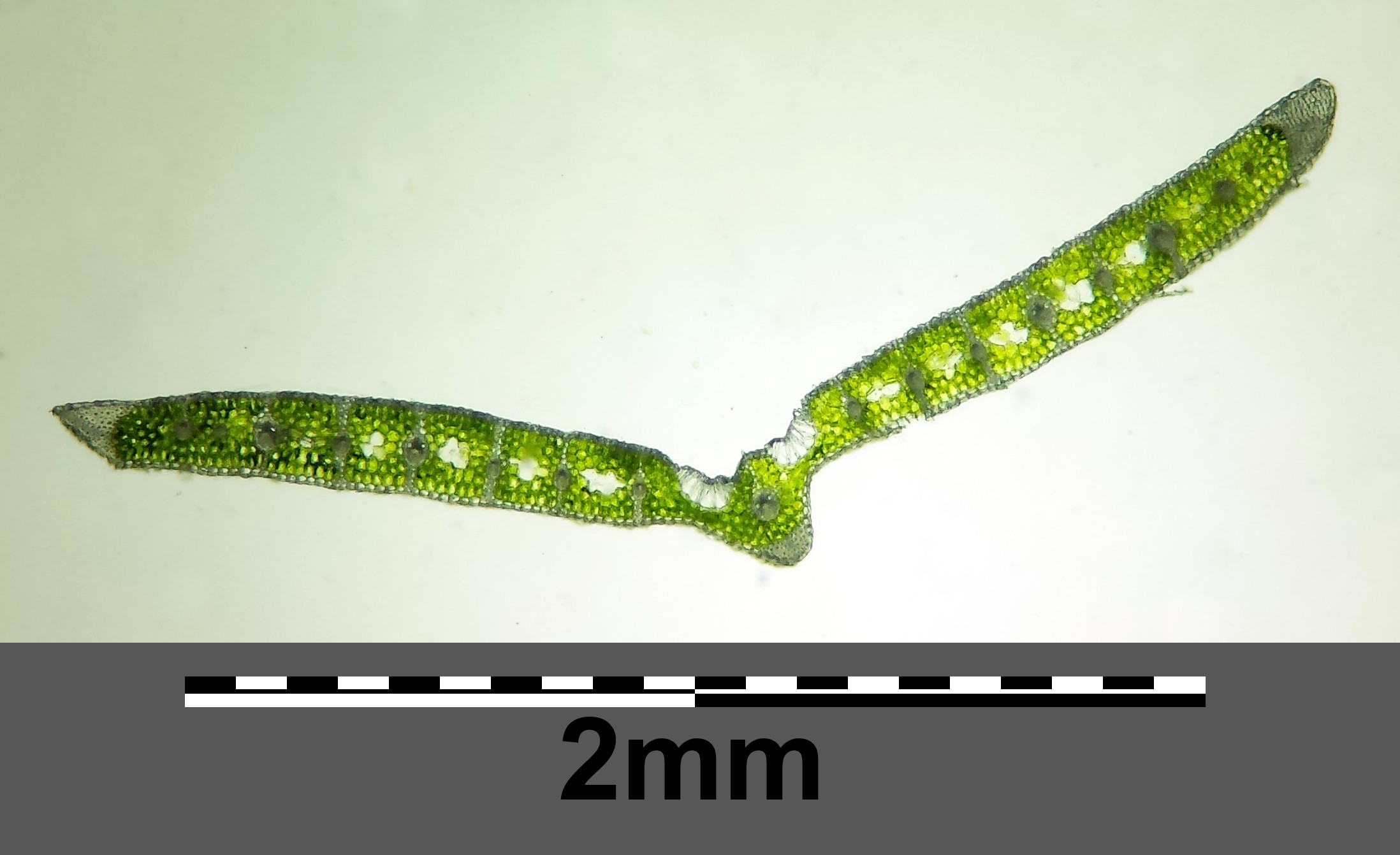
Przekrój blaszki liściowej

ŁodygaŹdźbło do 50 cm wysokości.
LiściePłaskie, sine, owoszczone, szerokości 2–4 mm. Górny liść łodygowy do 1,5 cm długości.
KwiatyZebrane w 3–5-kwiatowe kłoski, te z kolei zebrane w gęstą, kulistawą lub jajowatą wiechę. Plewka dolna na szczycie 3-ząbkowa. Ząbek środkowy zakończony ostką długości około 1 mm.

## Biologia i ekologia
Bylina, hemikryptofit. Rośnie na mokrych łąkach. Kwitnie w maju i czerwcu. Gatunek wyróżniający zespołu Seslerio-Scorzoneretum purpureae.

## Zagrożenia i ochrona
Roślina umieszczona na Czerwonej liście roślin i grzybów Polski (2006, 2016) w grupie gatunków narażonych na wymarcie (kategoria zagrożenia VU). Od 2014 roku objęta w Polsce ochroną częściową.